# 藤井志保
藤井 志保（ふじい しほ）は、日本のフリーアナウンサー。オフィスキイワードに所属していた。以下の情報源は主に外部リンクのプロフィールから。

## 経歴
広島県出身。6月10日生まれ、血液型AB型。立命館大学政策科学部政策科学科を卒業。2007年度と2008年度の2年間、NHK京都放送局で夕方のニュース番組・ニュース610 京いちにちを中心に担当した。
NHKとの契約終了後は、フリーアナウンサーとして活動。過去・現在の出演番組は下部参照。

## 現在の出演番組
不明

## 過去の出演番組
- ニュース610 京いちにち（NHK京都）
  - 隔週キャスター
  - 「旬で彩る京の味」コーナーアシスタント
  - 「京のええとこ連れてって」コーナーリポーター
- KEIBAワンダーランド 土曜日アシスタント（KBS京都、西日本主要局ネット 2009年10月～不明）
- キャスター（α-STATION）日曜日・月曜日・金曜日Line Caster（2009年10月23日～2013年）※曜日は変更の場合あり